# Деонтическая логика
Деонти́ческая ло́гика (от др.-греч. δέον — долг и «логика»; также известна как ло́гика норм или нормати́вная ло́гика) — это раздел модальной логики, который оперирует такими понятиями, как обязанность, разрешение, норма. Примеры таких понятий: «Ты обязан это сделать» («Это твой долг»), «Ты можешь это сделать».

Светофор, цвета которого являются символами операторов разрешено, запрещено

Попытки включить эти понятия в логические системы предпринимались ещё в древности, начиная с работ Аристотеля, а позднее таких философов и логиков, как Лейбниц, Малли, Йёрген Йёргенсен и Альф Росс. Однако наиболее значительные результаты в этой области были достигнуты Георгом фон Вригтом.
Важной характеристикой деонтической логики является то, что любые нормы предполагают возможность их нарушения. Согласно исследователю Херардо Шнайдеру, выделяют следующие типы нарушений:
- Contrary-to-duty obligations — нарушение обязанностей;
- Contrary-to-prohibitions — нарушение запретов.

Оба эти типа нарушений в реальном мире ведут к определённым последствиям.

## Применение
- отмечается как хороший язык для выражения информационных систем в целом[1]
  - Электронные контракты[уточнить] (юриспруденция, социология, экономика)
  - правовые экспертные системы (юриспруденция)
- для сравнения желаемого состояния с действительным

## Примеры выражения норм
Когда лицо Ч занимает книгу К, он обязан вернуть её в течение 2 недель
[(занять(Ч, К))] O(вернуть(Ч, К)) ≤ 2 недели
В этом примере логического выражения рассматривается ситуация, в которой субъект (лицо Ч) берёт книгу (К). Логика формулирует обязательство, что после действия взятия книги (занять(Ч, К)) появляется обязанность (обозначенная как O) вернуть книгу (вернуть(Ч, К)) в течение двух недель. Символ "O" в данном контексте обозначает обязанность, а ≤ 2 недели указывает на временное ограничение, в течение которого должна быть выполнена эта обязанность.

## Standard deontic logic
Самая изученная модель, основана на логике высказываний.

### Подходы
ought-to-do — выражения учитывают названия действий
пользователь должен ввести пароль
кто-то должен закрыть окно
ought-to-be — выражения учитывают желаемый результат
пароль должен быть более 20 символов
окно должно быть закрыто
пульс должен быть не более 200 ударов в минуту

### Недостатки
- значительное количество парадоксов и загадок[4]
- возможны противоречивые результаты

## Критика и трудности применения
Неполный перечень.
Дилемма Йёргенсена Йёргена — нормы не истинны или ложны
как тогда мы можем судить о противоречии и определять логические последствия?
нормы, зависящие от чего-то
нормы о нормах
как выразить действия когда обязательство не выполнено или запрет нарушен?
множество правил из модальной логики не применимы в деонтической логике[уточнить]

### Логика
- Лисанюк Е. Н. Эрнст Малли и его «Деонтика» // Известия Уральского федерального университета. Сер. 3, Общественные науки. — 2012. — № 4 (109). — С. 31—44.

### Информатика
- Миков А. И. Информационные процессы и нормативные системы в IT: Математические модели. Проблемы проектирования. Новые подходы. — URSS. 2013. — 256 с. Мягкая обложка. — ISBN 978-5-397-03452-4. (Глава 7.Нормативные системы)